# Global Elders

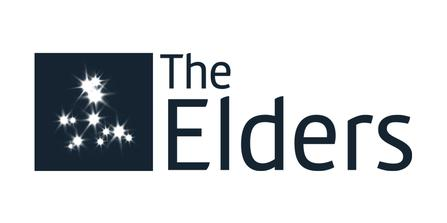
Logo

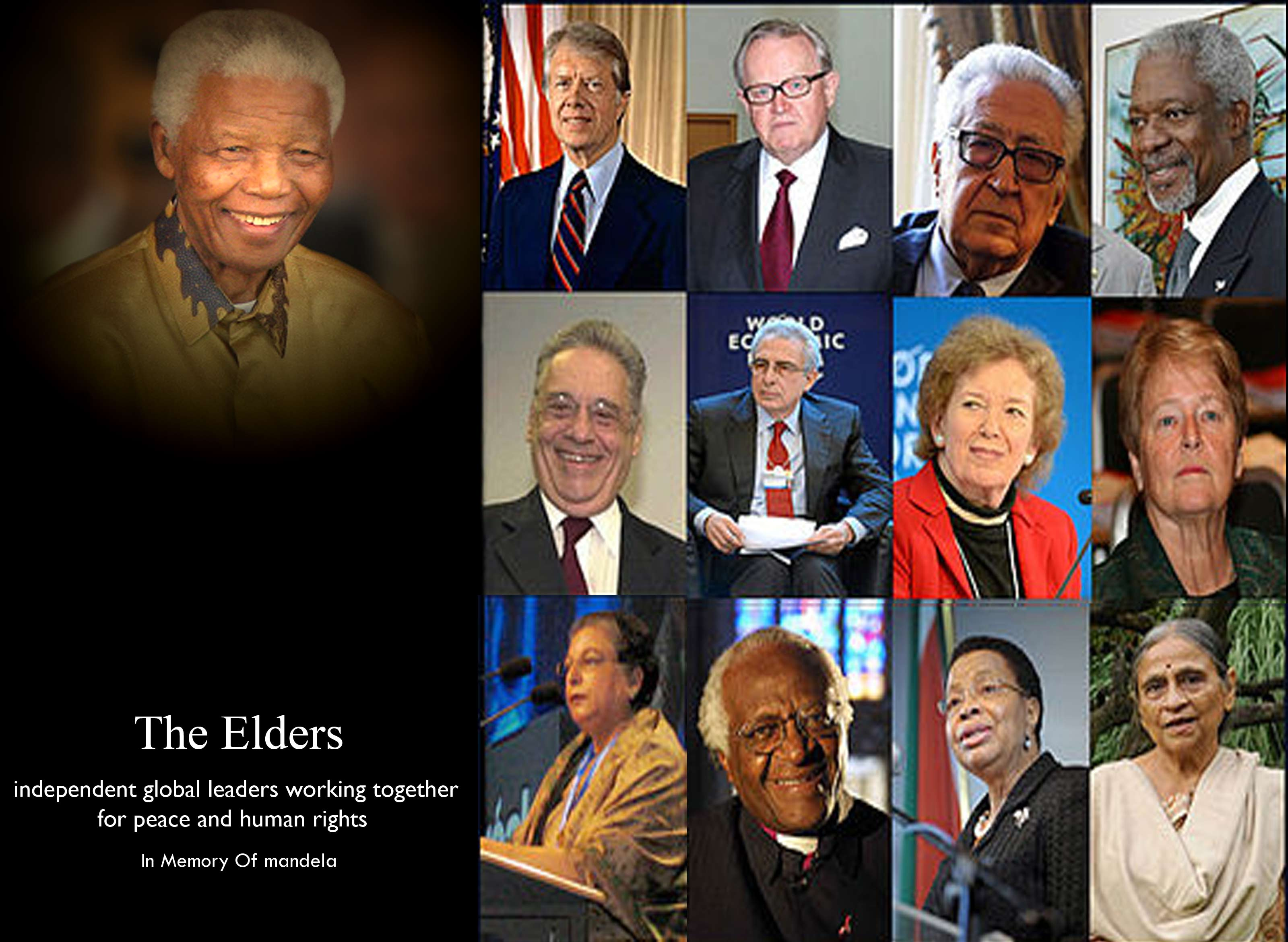
The Elders (2013)

Global Elders o The Elders, (In Italiano "gli Anziani" o "i Saggi") è una organizzazione internazionale non-governativa formata da figure pubbliche come ex uomini di stato, pacifisti, attivisti per i diritti umani, riuniti insieme da Nelson Mandela. Scopo dichiarato di questo gruppo è lavorare a soluzioni per quelli che sembrano problemi insormontabili del mondo, come cambio climatico, AIDS, povertà, guerre.

## Membri
- Martti Ahtisaari, ex presidente della Finlandia
- Kofi Annan, ex segretario delle Nazioni Unite, premio Nobel per la pace
- Ela Bhatt, fondatrice in India del Sindacato per lavoratrici femminili SEWA (Self-Employed Women's Association of India)
- Lakhdar Brahimi, ex primo ministro Algeria
- Gro Harlem Brundtland, ex primo ministro della Norvegia
- Fernando Henrique Cardoso, ex presidente del Brasile
- Jimmy Carter, ex presidente degli Stati Uniti d'America e Premio Nobel per la pace
- Graça Machel, ex ministro per l'Educazione del Mozambico, presidente della Foundation for Community Development, moglie di Nelson Mandela
- Mary Robinson, ex presidente della Irlanda ed ex Alto commissariato delle Nazioni Unite per i diritti umani
- Desmond Tutu, vescovo di Cape Town e premio Nobel per la pace

Anziani onorari
- Nelson Mandela, ex presidente del Sudafrica Premio Nobel per la pace
- Aung San Suu Kyi, Segretaria generale della Lega Nazionale per la Democrazia in Birmania, principale partito di opposizione alla dittatura militare, da decenni oppositrice politica all'attuale governo. Premio Nobel per la pace nel 1991.

Ex membri:
- Muhammad Yunus, premio Nobel per la pace

(San Suu Kyi, durante gli arresti domiciliari in Birmania/Myanmar non ebbe un ruolo attivo all'interno del gruppo. Gli Anziani posizionano una sedia vuota ad ognuno dei loro incontri)  

## Storia
L'idea del gruppo mondiale degli anziani è nata nel 1999 da una conversazione tra l'artista Peter Gabriel e l'imprenditore Richard Branson.
Nel 2001 Gabriel e Branson presentarono l'idea a Nelson Mandela che la condivise con entusiasmo. Con l'aiuto di Graça Machel e Desmond Tutu, iniziarono a formare il gruppo proponendo l'ingresso agli altri componenti.